# Some Blues but not the Kind That’s Blue
Some Blues but not the Kind That’s Blue ist ein Jazzalbum von Sun Ra. Die am 14. Oktober 1977 im Variety Recording Studio, New York City, entstandenen Aufnahmen erschienen zunächst 1977 auf El Saturn Records unter dem Titel My Favorite Things, der dann in der dritten Auflage geändert wurde. In einer erweiterten Fassung wurde das Album 2008 auf Atavistic Records als Compact Disc wiederveröffentlicht. In einer abermals veränderten Version erschienen die Aufnahmen am 15. März 2015 auf Enterplanetary Koncepts/Cosmic Myth Music.

## Hintergrund
Die Aufnahmen zu dem ursprünglich My Favorite Things betitelten Album fanden in den Monaten vor Sun Ras Abreise nach Italien im Winter 1977/78 statt, also in einer Zeit, als das Arkestra das Livealbum Unity und schließlich im November The Soul Vibrations of Man einspielten. Auf Some Blues but Not the Kind That's Blue von 1977 spielte Sun Ra und das Arkestra abgesehen von den beiden Sun-Ra-Melodien (von denen eine zuvor unveröffentlicht war) ausschließlich ein Programm aus Jazzstandards wie „I’ll Get By“, „Nature Boy“, „Tenderly“ und „That Old Black Magic“. Abgesehen vom (ehemaligen) Titeltrack „My Favorite Things“ und den zwei früheren Bonus-Takes von „I'll Get By“ ist kein Bassist anwesend, der tiefe Frequenzbereich wird hauptsächlich von Sun Ras Piano abgedeckt.
Die beiden Alternative Takes von „I’ll Get By“, die der Neuausgabe des Albums von Atavistic (2008) beigefügt wurden, entstanden am 3. Mai 1973 in Philadelphia, mit Ra an der Orgel und Ronnie Boykins am Kontrabass, mit Akh Tal Ebah an der Trompete in einem Take und John Gilmore am Tenorsaxophon im anderen. Diese Tracks sind offensichtlich Probeaufnahmen, vermutlich im Haus von Sun Ra in der Morton Street in Philadelphia entstanden. Des Weiteren enthielt die Atavistic-Edition einen Take, der als „Untitled“ bezeichnet wurde. Diesen hat der Sun-Ra-Forscher Michael D. Anderson für die von Irwin Chusid klanglich restaurierte und inhaltlich veränderte Version, die 2015 bei Enterplanetary Koncepts/Cosmic Myth Music erschien, als „Outer Reach Intense Energy (Early Version)“ identifiziert. Das Stück war ebenfalls bei der Aufnahmesession am 14. Oktober 1977 in den New Yorker Variety Studios entstanden.
In „My Favorite Things“ steht das Tenorsaxophon des langjährigen Arkestra-Musikers John Gilmore im Vordergrund, dem in den 1950er-Jahren John Coltrane das eine oder andere über modale Improvisation beigebracht hatte.

## Titelliste

### My Favorite Things (El Saturn 1977)
- Sun Ra: My Favorite Things (El Saturn Records 1014077, El Saturn Records 747)[6]

A1 Some Blues But Not the Kind That's Blue (Sun Ra)

A2 I’ll Get By (Fred Ahlert, Roy Turk)

A3 My Favorite Things (Oscar Hammerstein II, Richard Rodgers)

B1 Nature Boy (Eden Ahbez)

B2 Tenderly (Jack Lawrence, Walter Gross)

B3 Black Magic (Harold Arlen, Johnny Mercer)

### Some Blues but not the Kind That’s Blue (Atavistic 2008)
- Sun Ra: Some Blues but not the Kind That’s Blue (Atavistic – ALP265CD)[7]

1. Some Blues But Not The Kind Thats Blue 8:15
2. I'll Get By 7:18
3. My Favorite Things 10:01
4. Untitled 7:06
5. Nature Boy 8:52
6. Tenderly 7:30
7. Black Magic 8:38
8. I'll Get By [Alternate Take] 7:24
9. I'll Get By [Alternate Take] 6:42

### Some Blues but not the Kind That’s Blue (Enterplanetary Koncepts/Cosmic Myth Music 2015)
- Sun Ra and His Arkestra – Some Blues but not the Kind That's Blue (Enterplanetary Koncepts, Cosmic Myth Music SATURN 101477)[8]

1. Some Blues But Not The Kind That's Blue 8:13
2. I'll Get By 7:18
3. My Favorite Things 10:00
4. Nature Boy 8:50
5. Tenderly 7:28
6. Black Magic 8:34
7. Outer Reach Intense Energy (Early Version) (Sun Ra) 7:04

## Rezeption
Edwin Pouncey schrieb in Jazzwise, abgesehen von zwei außergewöhnlichen Ra-Abstraktionen bestehe dieses Album aus dem Jahr 1977 hauptsächlich aus Standards, mit dem Tenorsaxophonspiel von John Gilmore und Sun Ra am Piano. Der Rest der Gruppe leiste zwar auch Beiträge, aber es seien hauptsächlich Sun Ra und Gilmore, die im Vordergrund stünden, insbesondere bei einer meisterhaften Interpretation von dem durch John Coltrane bekannten „My Favourite Things“, die die dynamische Freude und Energie der Aufnahme des Originalquartetts genau widerspiegle. Erwähnenswert seien auch die beiden Takes von „I’ll Get By“ mit Sun Ra am Piano, Bassist Ronnie Boykins und Gilmores atemlosem Tenorsaxophon auf dem einen Take, während Trompeter Akh Tal Ebah auf dem zweiten mit Sun Ra an der elektronischen Orgel auftritt.
Sean Westergaard verlieh dem Album in Allmusic vier Sterne und lobt, dass eine seltene, aber sehr anspruchsvolle Saturn-Veröffentlichung ihren Weg in den digitalen Bereich finde. „My Favourite Things“ sei ein Stück, das so eng mit dem John Coltrane Quartet identifiziert wurde, dass Gilmores Spiel in seinem Kontrast zu Coltranes Myriaden fast verblüffend sei. Jeder bekomme hier ein bisschen Solo-Raum, und die Flöten und die Bassklarinette würden einige wirklich schöne Klangfarben hinzufügen, so der Autor. Luqman Alis Schlagzeugspiel sei wie immer bemerkenswert in seinem wohldosierten Understatement. Auch sei es interessant, die Proben zu „I'll Get By“ im Zusammenhang mit dem Arrangement des gleichen Songs einige Jahre später zu hören. Vergleichbar sei dieses Album mit Blue Delight, beides hauptsächlich aus Standards bestehende Alben, die das Klavierspiel von Sun Ra und die Kunst von John Gilmore auf dem Tenorsaxophon wirklich ins Rampenlicht rücken. Zudem zeige dieses Album, dass das Arkestra genauso gut spielen könne wie jeder andere.
Some Blues but Not the Kind That's Blue sei eine Rarität im Katalog von Sun Ra, schrieb Irwin Chusid in den Liner Notes der Neuausgabe von 2015; ein Album, das in einer einzigen Session aufgenommen wurde, mit Ort, Datum und Personal, auf das sich Historiker im Allgemeinen geeinigt haben. Es sei auch ein ziemlich kohärentes Album mit kleinen Einheiten des größeren Arkestra, die eigenwillige Arrangements von Tin-Pan-Alley-Standards spielten. Dies sei auch größtenteils ein akustisches Pianoalbum, bei dem Sun Ras akustisches Instrument im Vordergrund stehe, wobei die Bläser und das Schlagzeug hauptsächlich in Nebenrollen mit gelegentlichen Soli dienen würden. Obwohl die Titel und Melodien der Standards bekannt sein dürften, erfinde Sun Ra sie auf seine einzigartige Weise neu. Sogar mit „My Favourite Things“, das in der Jazzgeschichte mehr mit John Coltrane als mit Julie Andrews assoziiert werde, betrete er hier Neuland. Seine Interpretation sei besinnlich, selten hastig und forschend. Das Fehlen von Bässen wird durch Sun Ras Strukturen in der linken Hand kompensiert. Er spiele diese Melodien nicht einfach nur – er tauche in sie ein.